# دوري جرينلاند لكرة القدم 1995
دوري جرينلاند لكرة القدم 1995 هو موسم من دوري جرينلاند لكرة القدم. فاز فيه Kugsak-45 ‏.